# ایوانکا براشوویچ
ایوانکا براشوویچ (به کرواتی: Ivanka Brađašević) شاعر، نویسنده و کتابدار معاصر کروات است.

## زندگی‌نامه
براشوویچ در سال ۱۹۵۵ در نوا کاپلا در نزدیکی اسلاونسکی برد متولد شده است. او فارغ‌التحصیل زبان کرواتی، ادبیات کرواسی و کتابداری در دانشکده فلسفه زاگرب است. او به عنوان استاد و کتابدار هم در لابین و هم در زاگرب کار می‌کرد. او با استیان لیس، سونیا تومیچ، ژلیکا هوروات-وکلیا و دیگر نویسندگان برجسته کروات همکاری می‌کرد.
آثار او در فهرست زاگورسکی، ناقوس، صلیب زندگی، روحانی MUP، و همچنین توسط آژانس مطبوعاتی کنفرانس اسقفی بوسنی و هرزگوین، و سایر رسانه‌ها منتشر شد. براجاشویچ چندین بار توسط وزارت گردشگری و شهرستان برود-پوساوینا بخاطر آثارش جایزه دریافت کرد. او هم در روزهای سیدا کوشوتیچ، تجلی ادبی در رادوبج و هم در جلسات شعر استیپان کرانچیچ در کریژوچی مشارکت داشت.